# Список высших учебных заведений Липецкой области
В список высших учебных заведений Липецкой области включены образовательные учреждения высшего и высшего профессионального образования, находящиеся на территории Липецкой области и имеющие действующую лицензию на образовательную деятельность. Список вузов приведён в соответствии с данными сводного реестра лицензий, в список филиалов включены организации, участвовавшие в мониторинге Министерства образования и науки Российской Федерации 2016 года. По состоянию на 12 сентября 2016 года в Липецкой области действующую лицензию имели 6 вузов и 9 филиалов.
Филиалы вузов, головные организации которых находятся в иных субъектах федерации, сгруппированы в отдельном списке. Порядок следования элементов списка — алфавитный.

## Список высших образовательных учреждений
| Название                                               | Категория         | Статус      | Год основания | Месторасположение | Число студентов |
| ------------------------------------------------------ | ----------------- | ----------- | ------------- | ----------------- | --------------- |
| Елецкий государственный университет имени И. А. Бунина | государственный   | университет | 1939          | Елец              | 4362            |
| Институт права и экономики                             | муниципальный     | институт    | 2000          | Липецк            | 1503            |
| Липецкий государственный педагогический университет    | государственный   | университет | 1931 1949     | Липецк            | 3929            |
| Липецкий государственный технический университет       | государственный   | университет | 1956          | Липецк            | 5868            |
| Липецкий институт управления                           | негосударственный | институт    |               | Липецк            |                 |
| Липецкий эколого-гуманитарный институт                 | негосударственный | институт    | 1994          | Липецк            | 448             |

## Список филиалов высших образовательных учреждений
| Название | Категория         | Статус      | Год основания | Месторасположение | Месторасположение головной организации | Число студентов |
| --- | ----------------- | ----------- | ------------- | ----------------- | -------------------------------------- | --------------- |
| Елецкий филиал Российского нового университета                                                                          | негосударственный | университет | 1991          | Елец              | Москва                                 | 1057            |
| Липецкий институт кооперации (филиал Белгородского университета кооперации, экономики и права)                          | негосударственный | институт    | 1959 1995     | Липецк            | Белгород                               | 546             |
| Липецкий казачий институт пищевых технологий (филиал Московского государственного университета технологий и управления) | государственный   | институт    |               | Липецк            | Москва                                 | 1068            |
| Липецкий филиал Института менеджмента, маркетинга и финансов                                                            | негосударственный | институт    | 2000          | Липецк            | Воронеж                                | 486             |
| Липецкий филиал Российской академии народного хозяйства и государственной службы при Президенте Российской Федерации    | государственный   | академия    |               | Липецк            | Москва                                 | 2441            |
| Липецкий филиал Финансового университета                                                                                | государственный   | университет | 1965          | Липецк            | Москва                                 | 1817            |
| Липецкий филиал Московской гуманитарно-технической академии                                                             | негосударственный | академия    | 2008          | Липецк            | Москва                                 | 356             |
| Филиал в Липецке Воронежского экономико-правового института                                                             | негосударственный | институт    | 2003          | Липецк            | Воронеж                                | 233             |
| Филиал в Липецке Института международного права и экономики имени А. С. Грибоедова                                      | негосударственный | институт    | 1995          | Липецк            | Москва                                 | 600             |